# لورنس بنيون
روبرت لورنس بنيون (بالإنجليزية: Laurence Binyon)‏، صاحب وسام الشرف (10 أغسطس 1869- 10 مارس 1943)، شاعر إنكليزي وكاتب مسرحي وباحث فني. وُلِد في لانكستر، إنجلترا، والده فريدريك بنيون، رجل دين، أما والدته فهي ماري دو كراي. درس في مدرسة سانت بول، لندن في كلية ترينيتي، أكسفورد، حيث فاز بجائزة نيوديجت للشعر في عام 1891. عمل في المتحف البريطاني منذ عام 1893، إلى حين تقاعده في عام 1933. تزوج بنيون من المؤرخة سيسيل مارغريت باول في عام 1904، وأنجبا ثلاث بنات إحداهن الفنانة نيكوليت غراي.
بدأ بنيون، الذي نُقل بعد إصابته، من قِبل القوة الاستطلاعية البريطانية في عام 1914، بالكتابة ومن أشهر أعماله قصيدته «الشُهداء»، والتي تتحدث عن إحياء ذكرى خدمات الأحد في المملكة المتحدة وأستراليا ونيوزلندا وكندا. وفي عام 1915، تطوع ليعمل كممرض في مستشفى في فرنسا، ثم عمل بعدها في إنجلترا حيث قدّم العون في رعاية جرحى معركة فردان. كتب عن كل هذه التجارب في فور داوتلس فرنسا. ثم واصل حياته المهنية بعد الحرب في المتحف البريطاني، وكتب العديد من الكتب الفنية.
عُيّن أستاذاً للشعر في جامعة هارفرد في عام 1933، وأمضى سنوات عمره من 1933 وحتى عام وفاته، في نشر ترجمته للكوميديا الإلهية لدانتي. يتضمن شعره الحربي قصيدته عن غارة لندن «حرق الأوراق» والتي اعتبرها الكثيرون تحفةً فنيّة له. توفيَّ بنيون في ريدنغ في العاشر من مارس في عام 1943، عن عُمرٍ يُناهز 73 عاماً، بعد خُضوعهِ لعملية جراحية.

## نشأته
وُلِدَ لورانس بنيون في لانكستر، لانكشاير، إنجلترا. كان والده فريدريك بنيون رجل دين في كنيسة إنجلترا، ووالدته ماري دوكاري. كان والد ماري، وهو روبرت بينسون دوكاري، مُهندساً رئيسياً لسكة حديد لندن وبرمنغهام. أما أسلافه فهُم الكويكرز.
درس بنيون في مدرسة سانت بول، لندن. ثم درس الأدب الكلاسيكي (الاختبارات الأدبية) في كلية الثالوث، أكسفورد، حيث فاز هناك بجائزة نيو ديغيت للشعر في عام 1891.
وحال تخرجه في عام 1893، بدأ بنيون العمل في قسم الكتب المطبوعة في المتحف البريطاني، وعمل في كتابة الكتالوجات للمتحف، بالإضافة إلى الدراسات الفنيّة الخاصة به. في عام 1895، نُشِرَ كتابه الأول، ايتشرز الهولندي (النقش الهولندي) في القرن السابع عشر. وفي نفس العام انتقل بنيون إلى قسم المطبوعات والرسوم في المتحف تحت قيادة كمبل دودجسون. وفي عام 1909، أصبح بنيون مساعد حارس له. وفي 1913، أصبح حارساً للقسم الفرعي الجديد للمطبوعات والرسومات الشرقية. لعِب في هذا الوقت دوراً هاماً في بناء الحداثة في لندن من خلال تقديم شعراء التصوير الشباب مثل عزرا باوند، ريتشارد الدينغتون وهيلدا دولتل، إلى الفن البصري والأدب في شرق آسيا. تأثرت أغلب كتب بنيون التي أُصدرت في أثناء وجوده في المتحف بحساسيته الخاصة كشاعر، على الرغم من أن بعض تلك الأعمال كانت من المُنح الدراسية العادية (الكتب الأكاديمية البحتة)، مثل كتالوجه المؤلف من أربعة مجلدات والتي تحوي كل رسومات المتحف الإنكليزية، وكتالوجه الأساسي للمطبوعات الصينية واليابانية.
في عام 1904، تزوّج من المؤرخة سيسيلي مارغريت باول، وأنجبا ثلاث بنات. خلال تلك السنوات، انتمى بنيون إلى دائرة الفنانين كراعي مُنظم لمقهى وينر في لندن. أما زُملاءه المثقفون فهُم، عزرا باوند والسير ويليام روذنستاين ووالتر سيكرت وتشارلز ريكتس ولوسين بيسارو بالإضافة إلى إدموند دولاك.
كانت سمعة بنيون قبل الحرب العالمية الأولى جيدة لدرجة أنه عند وفاة الشاعر صاحب الجائزة ألفريد أوستن في عام 1913، كان اسم بنيون بين الأسماء المرشحة عن طريق الصحافة كخليفته المُحتمل، (حيث كان واحداً من بين عِدة شُعراء آخرين، كتوماس هاردي وجون ماسفيلد وروديارد كيبلنغ، لكن المنصب ذهب في النهاية لروبرت بريدجز).

## «إلى الشُهداء»
بعد التأثر بافتتاح ما سُمي حينها بالحرب العظمى، والعدد المرتفع جداً من الإصابات التي خلفتها هذه الحرب في القوة الاستطلاعية البريطانية، كتب لورنس قصيدته «الشُهداء» في عام 1914، مع قصيدته «الذكرى» (وهي تشمل المقطعين الثالث والرابع، أو الرابع بالتحديد من القصيدة). في ذلك الوقت، اعتاد بنيون على زيارة المنحدرات الموجودة على ساحل كورنوال الشمالي، إمّا في بولزيث أو في بورتريث. «حيث كان هناك نُصب تذكاري في كل موقع حدث (معركة)، وعلى الرغم من أن بنيون نفسه ذكر بولزيث في مقابلة عام 1939، إلا أن التوتر والارتباك قد يكونا مرتبطين بمزرعة بورتيث لِقربها من بولزيث». نُشرت مقالته في صحيفة التايمز في سبتمبر، عندما تأثر الشعور العام بمعركة مارن الأخيرة.
تُعتبر اليوم قصيدة بنيون «الشُهداء» من أكثر القصائد شُهرةً، والتي غالباً ما تُتلا في إحياء ذكرى الأحد وإنجازاته (خدماته) في المملكة المتحدة، وهو جزءٌ لا يتجزأ من خدمات يوم أنراك في أستراليا ونيوزلندا، وخدمات أحداث 11 سبتمبر في كندا، وبالتالي فقد اعتُبرت قصيدة «الذكرى» تكريماً لجميع ضحايا الحرب، بغض النظر عن الأُمة.
جرى اختيار ثلاث من قصائد بنيون، بما فيها قصيدته «الشُهداء»، من قِبل السير إدوارد إلغار لِتكون ضمن آخر عمل كورالي رئيسي لهُ (أوركسترا)، اسمها روح إنجلترا.
وفي عام 1912، وبالرغم من أنه كان كبيراً بالعمر للالتحاق بالقوات المسلحة، تطوعَ لورانس بنيون ليعمل في مستشفى بريطاني للجنود الفرنسيين، وهي هوبيتال تيمبوري دي آرك-أون-بارويس، في هاوت-مارن، فرنسا، حيث عمل لفترة وجيزة كممرض فيها. ثم عاد في صيف 1916 ليتولى رعاية الجنود الذين نُقِلوا من ساحة معركة فردان. كتَبَ بنيون عن تجاربه في فور داونتلس فرنسا في عام 1918، وكانت قصائده «جلب الجرحى» و«البنادق البعيدة»، مُستوحاة من خدمته في المستشفى في آرك-أون-بارويس.
وبعد «مؤتمر نزع السلاح» في عام 2004، نُشر كتابه المسموع على قرص مضغوط، والذي يتضمن قراءة قصيدة «الشُهداء» من قِبل بنيون نفسه. كان التسجيل نفسه غير مؤرّخ، وظهر على قرص يدور 78 دورة في الدقيقة الواحدة، وصدر هذا القرص في اليابان. من بين شعراء الحرب العُظماء الآخرين الذين ألقوا قصائد في القرص المضغوط، سيغفيرد ساسوون وإدموند بلوندن وروبرت غريفس وديفيد جونز وإدغيل ريكوورد.

## حياتهُ اللاحقة
عاد بنيون بعد الحرب إلى المتحف البريطاني، وكتب العديد من كتب الفن، وخصوصاً عن ويليام بليك والفن الفارسي والفن الياباني. قدّمَ عمله في الثقافات اليابانية والصينية القديمة أمثلة قوية في سياقها، ألهمت عِدة شعراء آخرين، ومنهم عزرا باوند ودبليو.بي.ييتس. أما أعماله الخاصة ببليك وأتباعه فقد حافظ عليها وأبقاها على قيد الحياة بعد أن كادت تُنسى كأعمال صموئيل بالمر. استمرت المصالح الثنائية لِبنيون بالاهتمام التقليدي للرومانسية البريطانية ذات الرؤيا، وفي الغرابة الغنية المجودة في الثقافات المُتوسطية والشرقية.
في عام 1931، صدر اثنان من مجلداته الضخمة والجامعة لِمُختلف قصائده. وفي عام 1932، ترقى ليصبح حارساً في قسم المطبوعات والرسومات، لكن في عام 1933 تقاعد بنيون من المتحف البريطاني. ثم ذهب للعيش في ويستريدج غرين، بالقرب من ستريتلي، بيركشاير (وهو المكان نفسه الذي جاءت فتياته للعيش فيه خلال الحرب العالمية الثانية)، وواصل كتابته للشعر فيه.

## وصلات خارجية
- لورنس بنيون على موقع الموسوعة البريطانية (الإنجليزية)
- لورنس بنيون على موقع ميوزك برينز (الإنجليزية)
- لورنس بنيون على موقع ديسكوغز (الإنجليزية)
- مؤلفات Laurence Binyon في مشروع غوتنبرغ
- أعمال أو نبذة عن لورنس بنيون على أرشيف الإنترنت
- أعمال لورنس بنيون في ليبري فوكس
- لورنس بنيون على موقع فايند أغريف